# Caracușenii Vechi
Caracușenii Vechi – miejscowość i gmina w Mołdawii, w rejonie Bryczany. W 2014 roku liczyła 3911 mieszkańców.